# Nanorana chayuensis
Espèce
Synonymes
- Rana maculosa chayuensis Ye, 1977
- Paa chayuensis (Ye, 1977)

Nanorana chayuensis est une espèce d'amphibiens de la famille des Dicroglossidae.

## Répartition
Cette espèce se rencontre :
- en Inde, dans le district de Darjeeling dans l'État du Bengale-Occidental ;
- en République populaire de Chine, dans l'extrême Sud-Est de la région autonome du Tibet et dans le nord-ouest du Yunnan.

Sa présence est incertaine en Birmanie.

## Étymologie
Son nom d'espèce, composé de chayu et du suffixe latin -ensis, « qui vit dans, qui habite », lui a été donné en référence au lieu de sa découverte, Chayü, désormais appelée Zayü, dans la région autonome du Tibet.

## Publication originale
- Sichuan Institute of Biology Herpetology Department, 1977 : A survey of amphibians in Xizang (Tibet). Acta Zoologica Sinica, vol. 23, p. 54-63.